# ادوارد چیوسونه
ادوارد چیوسونه (انگلیسی: Edoardo Chiossone; ۲۱ ژانویهٔ ۱۸۳۳ – ۱۱ آوریل ۱۸۹۸) هنرمند، حکاکی اهل پادشاهی ایتالیا بود.

## زندگی نامه

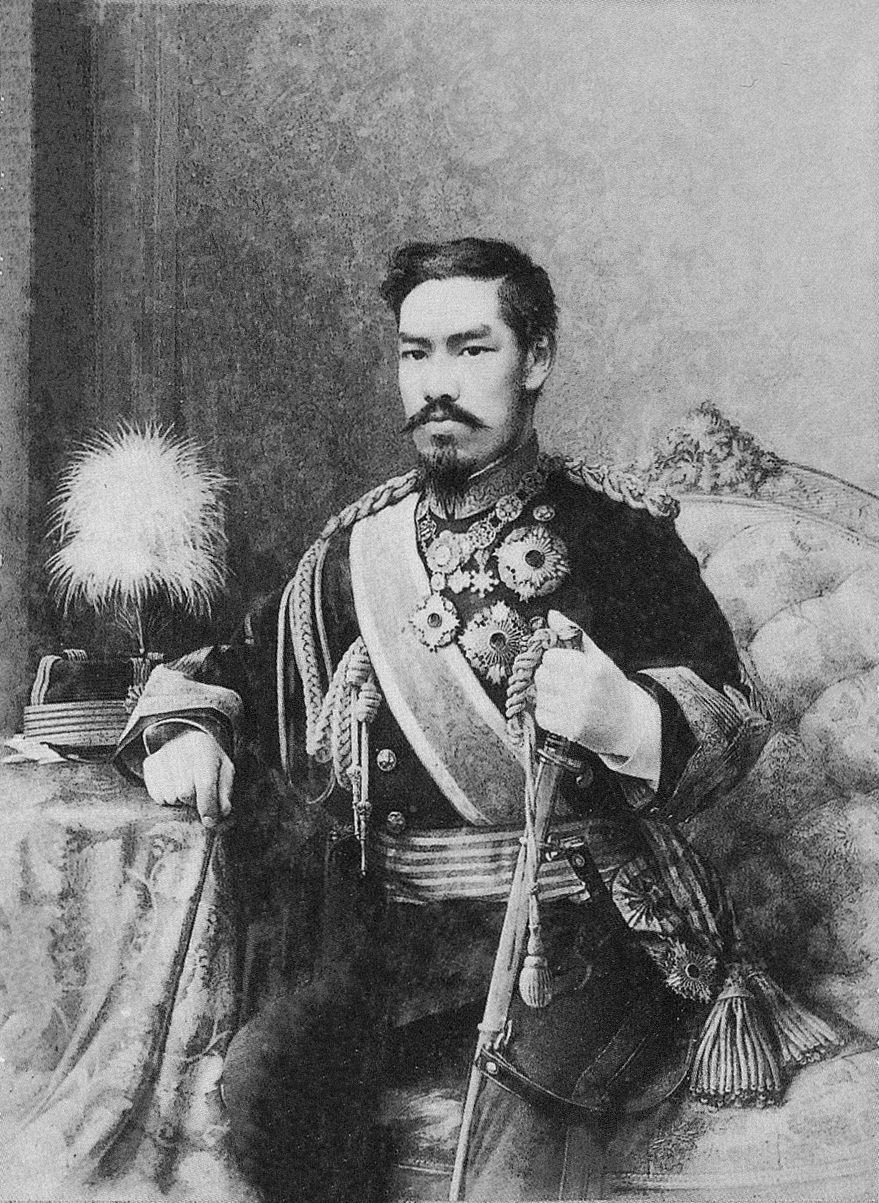
ادوارد چیوسونه در سال 1888

چیوسون در آرنزانو ، استان جنوا ، به عنوان پسر یک چاپگر متولد شد. در سال 1847 در Accademia Ligustica ثبت نام کرد ، آنجا در حکاکی صفحات مسی تخصص پیدا کرد، و در سال 1855 فارغ التحصیل شد. در سال 1857 وارد آتلیه Raffaele Granara شد و چندین حکاکی از آثار هنری معروف را انجام داد. یکی از آثار وی برای نمایش در نمایشگاه جهانی (1867) در پاریس انتخاب شد.
بعداً در سال 1867 کار خود را در بانک ملی ایتالیا آغاز کرد و به شرکت Dondorf-Naumann در فرانکفورت آلمان فرستاده شد تا در زمینه ساخت پول کاغذی آموزش ببیند. هنگامی که وی در آنجا بود ، شرکت شروع به ساخت اسکناس بانکی برای دولت شاهنشاهی ژاپن کرد و در سال 1874 وی برای یادگیری فنون چاپ جدید به لندن اعزام شد. در این هنگام از او دعوت شد که به ژاپن برود و پذیرفت.
بسیاری از پرتره های چیوسون گم شده اند و برخی دیگر فقط بخاطر کپی ها باقی مانده اند. می توان گفت همه آنها شبیه نسخه اصلی بوده اند. پرتره مشهور وی از امپراطور میجی چنان واقع گرایانه است که اغلب با یک عکس واقعی اشتباه گرفته می شود.

## مرگ
در 11 آوریل 1898 ، چیوسونه بر اثر نارسایی قلبی در خانه خود در کاجیماچی درگذشت و در قبرستان آویاما ، جایی که هنوز مقبره وی در بخش خارجی دیده می شود ، به خاک سپرده شد. در روزنامه ها مقالاتی طولانی درباره مرگ وی به چاپ رسید و روزنامه هفتگی ژاپن از شهرت بالای وی چه به دلیل توانایی هنری و چه به دلیل طبیعت دوستانه اش صحبت کرد.

## میراث
Chiossone یک مجموعه دار مشتاق هنرهای ژاپنی بود ، با طیف گسترده ای شامل نیهونگا ، اوکیو ، مجسمه های بودایی و اشیای مذهبی ، اشیا باستان شناسی ، ظروف لاکی ، ظروف چینی ، ماسک های نو ، زره و سلاح ، آلات موسیقی و لباس برای مردان و زنان. این مجموعه با توجه به وصیت نامه وی ، پس از مرگ وی به آکادمی هنرهای زیبای لیگوریا در جنوا ارسال شد ، جایی که بعداً به موزه هنر ژاپن "ادواردو چیوسون" شکل گرفت که توسط ویکتور امانوئل سوم پادشاه در30 اکتبر 1905 برای بازدید عموم باز شد. .